# Karl Gutzkow

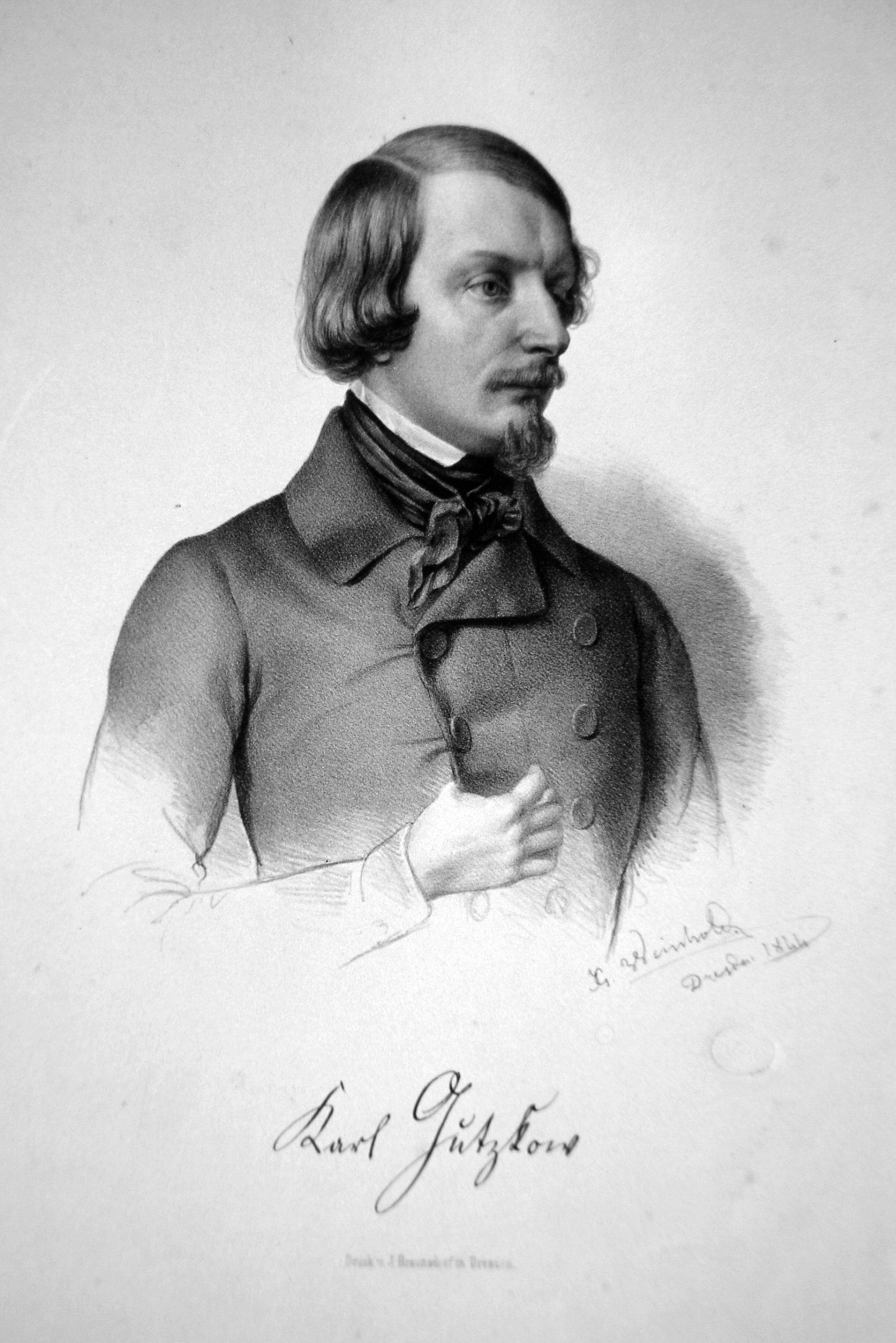
Karl Ferdinand Gutzkow, 1844.

Karl Ferdinand Gutzkow, född den 17 mars 1811 i Berlin, död den 16 december 1878 i Frankfurt av kolosförgiftning, var en tysk skald och publicist.
Gutzkow, som var son till en beridare i ett furstligt hovstall, växte upp under små förhållanden (skildrade i Aus der Knabenzeit). Han studerade från 1828 hegelsk filosofi, filologi och statsvetenskap och vann priset för en rättshistorisk avhandling, just då julirevolutionen utbröt. Gutzkow blev djupt gripen av denna tilldragelse, och oaktat han stod omedelbart inför lärarexamen, beslöt han uppgiva brödstudiet och kastade sig med brinnande iver in i litteraturen. Han blev den främsta kraften i den krets, som kallades "Das junge Deutschland". Hans tidningsuppsatser uppmärksammades av Wolfgang Menzel. Denne kallade Gutzkow att medverka i det av Menzel redigerade Cottaska litteraturbladet i Stuttgart. Sedan han i Berlin tagit doktorsgraden, fortsatte han sina studier i olika vetenskaper samt odlade samtidigt skönlitteraturen, låtande den novellistiska formen vara en mask för revolutionära tankar. 
I den filosofiskt satiriska romanen Maha Guru, Geschichte eines Gottes (1833) riktar han under bilden av en skildring av tibetansk teokrati angrepp på europeiska förhållanden. I företalet till Schleiermachers brev om Friedrich Schlegels "Lucinde", som han utgav 1835, fordrade han äktenskapets emancipation från kyrkan. Han uttalade där de maximer, som efter långa strider ledde till civiläktenskapets införande, på samma gång han i viss mån påyrkade kärlekens frihet, vad motståndarna kallade "Emancipation des Fleisches". Det var dock egentligen i hans för övrigt ganska illa skrivna roman Wally, die Zweiflerin (1835), som dessa idéer liksom även oppositionen mot uppenbarelsetron närmare utfördes.  Denna väckte stor skandal. Menzel, som dessutom harmades över, att Gutzkow förberedde en stor tysk revy, tog till orda mot sin forne skyddsling och denuncierade ej blott honom, utan flera andra författare av "det unga Tyskland"; detta gav anledning till det förhatliga förbud, som tyska förbundsdagen 1835 utfärdade mot alla dessa författares skrifter. 
I motsats till flera andra av de bannlysta visade Gutzkow fasthet och karaktärsstyrka. Han satt tre månader i fängelse och utarbetade där Zur Philosophie der Geschichte (tryckt 1839), vari han bland annat stämde Menzel inför sunda förnuftets domstol och i övrigt sökte gendriva Hegels historiska filosofi. Gutzkow utvecklade sig alltmera till en ledare för den tyska ungdomen både som kritiker och självständig författare; i sin tendens är han representant för nyare idéer, under det han i den konstnärliga formen snarast sluter sig till traditionen. Han utgav från 1836 dels i Frankfurt, dels i Hamburg, tidskriften "Der Telegraph".
Gutzkow, som 1846–1850 var dramaturg vid hovteatern i Dresden, där han var bosatt till 1861 – hans lyckligaste tid – medverkade vid inrättandet av Schillerstiftelsen i Weimar, vars generalsekreterare han blev 1861, men råkade i strid med den övriga styrelsen och försökte i ett anfall av nervositet 1865 begå självmord. Efter någon tids vistelse på en sinnessjukanstalt återupptog han sin skriftställarverksamhet och var bosatt i Hanau, i Berlin, i Heidelberg och Frankfurt. Gutzkows författarskap under dessa oroliga år var i hög grad omväxlande; han författade arbeten i de mest skilda ämnen. Dit hör bland annat den för sin tid betydelsefulla avhandlingen Goethe im Wendepunkt zweier Jahrhunderte (1836), en Goethevänlig motskrift mot de angrepp Menzel riktat mot mästaren; vidare biografiska uppsatser av mycken förtjänst, Zeitgenossen (1837) och så vidare.
Sin största framgång vann Gutzkow på det dramatiska området. I Richard Savage (1839) gjorde han sitt första lyckliga försök, där han under masken av en fattig poet från drottning Annas dagar idealiserar tidens publicistkall; så följde ett antal dramer, där han framställer konflikter mellan hjärtat och det beräknande förståndet, blygsamhet och ärelystnad. Dit hör Werner oder Herz und Welt (1840), Ella Rose (1856; "Ella Rose eller hjertats angelägenheter", 1856) med flera. Även på tragedins område försökte sig Gutzkow, såsom i Patkul (1840; svensk översättning 1852), och vann här sin största framgång med den berömda Uriel Acosta (1846).
Den av Gotthold Ephraim Lessings "Nathan" påverkade tolerans- och tankefrihetstragedin byggde, under intryck av fransk skådespelarkonst, på grundvalen av hans egen ungdomsnovell "Der Sadduceer von Amsterdam" och skrevs inte utan en underström av stämningar från hans personliga livserfarenhet. Mot bakgrunden av den amsterdamska synagogan på 1600-talet skildras här en judisk kättares strider och lidanden, konflikten mellan hänsynslöst bekännande av sanningen och hänsyn till vana, pietet och familjelycka; dramat torde inte ha varit utan inflytande på Strindbergs "Mäster Olof". Vidare följde lustspelen Die Schule der Reichen (1842; "De rikes skola", 1843), Zopf und Schwert (1843; "Värja och stångpiska", 1845), ett lyckat försök att humoristiskt skildra stridigheterna i Fredrik Vilhelm I:s familj, Das Urbild des Tartuffe (1844; "Tartuffes urbild", 1846), en Molièrestudie och tillika en hyllning åt Molière, samt Der Königsleutenant (1849), en skildring av Goethe som ung. 
Dessutom författade Gutzkow bandrika romaner, av vilka ett par har kulturhistorisk innebörd: Die Ritter vom Geist (1850–52), som skildrar övergångstiden mellan 1849 och 1850, då demokratin var slagen, men den stela konservatismen ännu inte segrat; "riddarna" drömmer om att genom ett hemligt förbund av kärlek och broderskap kunna bekämpa den inbrytande reaktionen, och boken ger en intressant spegelbild av tiden. Mer betydande var dock Der Zauberer von Rom (1858–1861), som i förkänslan av brytningen mellan katolicism och protestantism gav en skildring särskilt av det katolska Tysklands kultur och kamplust; Hohenschwangau (1867–1868) är en lyckad historisk roman med ämne från reformationstiden. Av mindre betydelse är Die Söhne Pestalozzis (1870), Fritz Ellrodt (1871) och Die neuen Serapionsbrüder (1875; "De nya Serapionsbröderna", 1876). 
Gutzkows verksamhet, tidtals törhända överskattad, kom senare, under motrörelsen mot "det unga Tysklands" idéer, säkerligen att underskattas. Om detta skriver Karl Warburg i Nordisk Familjebok: "Emellertid är han i poetisk gestaltningskraft tvifvelsutan underlägsen andra sina samtida, såsom Hebbel och Ludwig, men som trofast bärare af sin tids idéer, som skarpsynt psykolog, som en allvarlig, entusiastisk och varmhjärtad "Ritter vom geist" intar han en betydande plats i Tysklands litteraturhistoria under årtiondena omkring 1800-talets midt." 
Gutzkows Schriften utkom i 13 band, 1845–1856; Gesammelte Werke utgavs i 32 band, 1873–1878 (4:e upplagan 1899 ff.). Betydande arbeten från tiden strax efter hans egen som behandlar honom är Adolf Sterns "Zur Literatur der Gegenwart" (1880), Johannes Proelß "Das junge Deutschland" (1892), Heinrich Hubert Houbens "Studien über die Dramen Gutzkows" (1899) och "Gutzkow-funde" (1901), August Caselmanns "Karl Gutzkows Stellung zu den religiös-ethischen Problemen seiner Zeit" (1900), och Joseph Émile Dreschs "Gutzkow et la jeune Allemagne" (1904).
Komedin Tartuffes urbild framfördes på Kungliga Teatern i Stockholm i juni 1846.